# KBS 제2라디오 정오종합뉴스
KBS 제2라디오 정오종합뉴스는 KBS 2라디오에서 방송됐던 라디오 뉴스 프로그램이다.

## 앵커
- 서기철, 오언종, 오승원, 성세정, 배창복, 김현태, 유지철, 강성곤,  김성수, 원석현, 장웅, 한상권, 이규봉, 이광용, 최동석, 김기만, 김승휘, 한상헌, 김재홍, 도경완, 강성규, 박태원, 오승원, 이형걸, 김홍성, 윤인구, 김태규, 이재후, 최승돈, 김희수, 이상협, 이영호, 이상호, 이재홍, 이창진, 김은성 아나운서 (남)
- 정용실, 가애란, 신윤주, 홍소연, 정다은, 백승주, 엄지인, 위서현, 김윤지, 김진희, 김성은, 황정민, 최윤경, 박지현, 국혜정, 김민정, 김솔희, 이현주, 윤수영, 전주리, 김지원, 이규원, 윤지영, 박소현, 김지윤, 강서은, 변우영, 박주아, 김보민, 이선영, 박사임, 최원정, 이지연, 이슬기, 태의경, 성기영, 백정원, 이승연, 이정민, 정세진, 박은영, 신성원, 정은승, 정지원, 이혜성, 이각경, 유지원 아나운서 (여)

## 역대 방송시간
| 방송 채널   | 방송 기간                         | 방송 시간                |
| ----------- | --------------------------------- | ------------------------ |
| KBS 2라디오 | 2000년 7월 1일 ~ 2007년 4월 15일  | 매일 낮 12:00 ~ 낮 12:20 |
| KBS 2라디오 | 2007년 4월 16일 ~ 2017년 2월 19일 | 매일 낮 12:00 ~ 낮 12:15 |
| KBS 2라디오 | 2017년 2월 20일 ~ 2018년 9월 30일 | 매일 낮 12:00 ~ 낮 12:10 |